# 筒井若水
筒井 若水（つつい わかみず、1934年1月14日 - ）は、日本の法学者。専門は国際法。学位は、法学博士（課程博士・1963年3月29日）（学位論文「国際経済組織化の法構造 -経済統合の機構的発現を中心として-」）。東京大学名誉教授。2013年、瑞宝中綬章受章。

## 経歴
1934年、東京で生まれた。1952年、東京都立新宿高等学校卒業。1958年、東京大学教養学部国際関係論卒業、1963年、同大学院社会科学研究科公法修了、同年3月29日、学位論文「国際経済組織化の法構造 -経済統合の機構的発現を中心として-」で、課程博士（甲博士）として法学博士の学位を取得、報告番号は「甲00745」。
東京大学教養学部専任講師、1965年、助教授、1979年、教授、1994年、東京大学定年退官、一橋大学法学部教授、1997年、一橋大学定年退官、早稲田大学政治経済学部特任教授、2004年退任。2013年秋、瑞宝中綬章受勲。

## 著書

### 単著
- 『戦争と法』（東京大学出版会, 1971年／第2版, 1976年）
- 『現代国際法論――国際法における第三状態』（東京大学出版会, 1972年）
- 『現代法律学講座（34）国際法（2）』（青林書院新社, 1982年）
- 『自衛権――新世紀への視点』（有斐閣, 1983年）
- 『現代資料国際法』（有斐閣, 1987年）
- 『国連体制と自衛権』（東京大学出版会, 1992年）
- 『新・資料 国際法基礎講義』有斐閣、1995年4月30日。ISBN 4-641-04597-6。(要登録)
- The Changing Postwar International Legal Regime: the Role Played by Japan, (Kluwer Law International, 2002).
- 『違法の戦争、合法の戦争――国際法ではどう考えるか?』（朝日新聞社［朝日選書］, 2005年）

### 共著
- （高野雄一）『国際経済組織法』（東京大学出版会, 1965年）
- （道垣内正人）『法からみる国際関係――国際法・国際私法からのアプローチ』（放送大学教育振興会, 1998年）

### 編著
- 『国際法辞典』（有斐閣, 1998年）

### 共編著
- （佐藤幸治・坂野潤治・長尾龍一）『日本憲法史』（東京大学出版会, 1976年）
- （寺沢一・山本草二・波多野里望・大沼保昭）『国際法学の再構築（上・下）』（東京大学出版会, 1977年-1978年）
- （波多野里望）『国際判例研究 領土・国境紛争』東京大学出版会、1979年2月28日。(要登録)